# 瑟爾瓦廷齊
49°4′34″N 26°30′37″E / 49.07611°N 26.51028°E

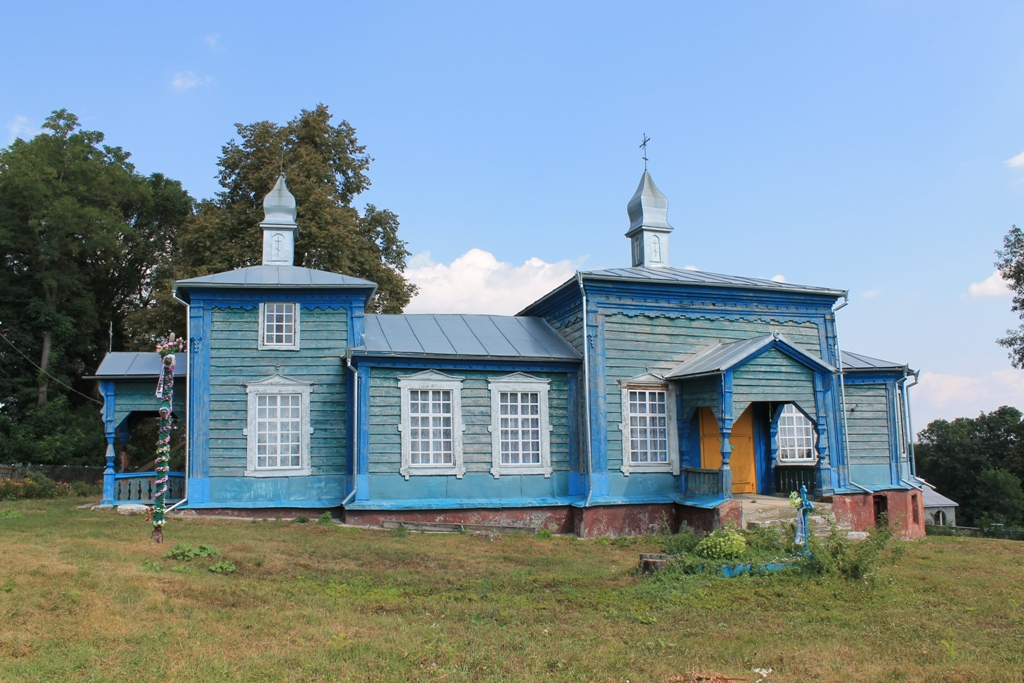

瑟爾瓦廷齊（羅馬化：Syrvatyntsi）是位於烏克蘭西部的村莊，由赫梅利尼茨基州裡赫梅利尼茨基區的霍羅多克市鎮負責管轄。該村该村落始建於1494年，面積1.7平方公里，海拔高度300米，2001年人口608。